# Гавахын
Гавахын (азерб. Gavahın), ранее — Гавахан или Кавахан (азерб. Gavahan  или Kavahan или Qavaxan) — село в Ходжавендском районе Азербайджана, является центром Гавахынского сельского административно-территориального округа.

## Этимология
Название села могло подписываться в документах как Гавахан, Кавахан, Кавахын.
В 19 веке в Шушинском районе была гора и одноимённое поселение. Ойконим происходит от тюркских слов gav (азерб. — «горный склон, откос, скользкая земля») и ahın/axun (азерб. — «возвышение, вершина») и означает «подножие горы».
Согласно армянской версии, название села происходит от слов «кав»  (арм. կավ — «глина») и «ханир» (арм. հանիր — «доставать»), означает «место, где достают глину».
Решением Милли Меджлиса Азербайджанской Республики от 29 декабря 1992 года № 428 село Кавахан (или Гавахан) Ходжавендского района было названо селом Кавахын (или Гавахын). В списке населённых пунктов Ходжавендского района согласно административно-территориальному делению Азербайджанской Республики село называется Гавахын  (азерб. Gavahın).

## География
Село Гавахын является центром Гавахынского сельского административно-территориального округа Ходжавендского района, при этом в состав этого сельского административно-территориального округа входит также и село Агбулаг. Село расположено у подножия Карабахского хребта, в 36 км. от райцентра Ходжавенд и в 28 км от города Ханкенди. Имеет площадь 705,07 га, из них 357,18 га сельскохозяйственные угодья, 305,82 га лесные угодья. В селе имеется месторождение исландского шпата.

## История
До вхождения в состав Российской империи село входило в состав магалов Варанда и Кочиз Карабахского ханства.
Епископ Армянской Апостольской церкви Макар Бархударянц пишет об этом селе:
— «Жители частью коренные, частью — из Капана, Хандзадзора (Агджакенд) и 4 семьи — Хндзиристана (Алмалы). Дымов — 34, душ — 280. Церковь построена в 1871 году на средства жителей села, о чем имеется строительная надпись. К северу от села есть старое кладбище и каменная часовня, где есть хачкары, на одной надпись: — «В году (997 или 1548 от Р.Х.) я, Шахавор, установил этот крест в честь своего отца Паха и матери Шахмар»».
В книге II Hator написано про надпись на церкви: — «Строилась эта церковь трудом общества Гавахана в 1871 году».
В советский период село называлось Гавахан и являлось центром одноимённого сельсовета и входило в состав Мартунинского района Нагорно-Карабахской автономной области (НКАО) Азербайджанской ССР.
2 сентября 1991 года на совместной сессии Нагорно-Карабахского областного и Шаумяновского районного Советов народных депутатов была принята Декларация о провозглашении Нагорно-Карабахской Республики в границах Нагорно-Карабахской автономной области (НКАО) и сопредельного Шаумяновского района Азербайджанской ССР.
26 ноября 1991 года Верховный Совет Азербайджанский Республики принял Закон "Об упразднении Нагорно-Карабахской автономной области Азербайджанской Республики". В этом Законе было постановлено помимо упразднения Нагорно-Карабахской Автономной Области (НКАО), в том числе также и переименование Мартунинского района в Ходжаведский. Решением Милли Меджлиса Азербайджанской Республики от 29 декабря 1992 года № 428 село Кавахан (или Гавахан) Ходжавендского района было названо селом Кавахын (или Гавахын). В настоящее время это село Гавахын и является центром Гавахынского сельского административно-территориального округа Ходжавендского района Азербайджана.
В результате Карабахского конфликта, село в начале 90-х годов ХХ-ого века попало под контроль непризнанной Нагорно-Карабахской Республики (НКР). Согласно административно-территориальному делению непризнанной республики находилось в составе Мартунинского района НКР и называлось Гавахан (арм. Ղավախան или Կավահան).
По итогам 44-дневной войны 2020 года, согласно Трёхстороннему Заявлению, подписанному в ночь с 9 по 10 ноября 2020 года, село Гавахын перешло под контроль Российских миротворческих сил.
В результате боевых действий в сентябре 2023 года Азербайджан восстановил свой контроль над селом.

## Памятники истории и культуры
Объекты исторического наследия в селе и его окрестностях включают хачкар XVI века, кладбище XVII—XIX вв., церковь Сурб Аствацацин (арм. Սուրբ Աստվածածին, букв. «Святая Богородица»), построенная в 1871 году, также окрестностях села находится часовня Пткесберк (арм. Պտկեսբերք մատուռը) XIII века.
По состоянию на 2015 год в селе имелись сельсовет, дом культуры, медпункт, средняя школа, где обучалось 15 учащихся.

## Население
По состоянию на 1 января 1933 года в селе проживало 792 человека (143 хозяйств), все — армяне.
По состоянию на 2005 году проживало 124 человека, 30 хозяйств, в 2015 году — 75 жителей. После Второй Карабахской войны в 2021 году проживало 44 жителей.
| Год       | 2002 | 2005 | 2008 | 2009 | 2010 | 2015 | 2021 |
| --------- | ---- | ---- | ---- | ---- | ---- | ---- | ---- |
| Население | 110  | 124  | 86   | 85   | 82   | 75   | 44   |